# Colostygia askoldaria
Colostygia askoldaria är en fjärilsart som beskrevs av Charles Oberthür 1880. Colostygia askoldaria ingår i släktet Colostygia och familjen mätare. Inga underarter finns listade i Catalogue of Life.